# Geberit
Geberit este un concern elvețian specializat în producția și comercializarea de instalații sanitare.
În anul 2004, Geberit Group avea 4.500 de angajați, deținea 11 centre de producție în Elveția, Germania, Austria, Italia, Portugalia, SUA și China și o cifră de afaceri de 1,3 miliarde de franci elvețieni.